# Arrondissements de la Seine-Maritime

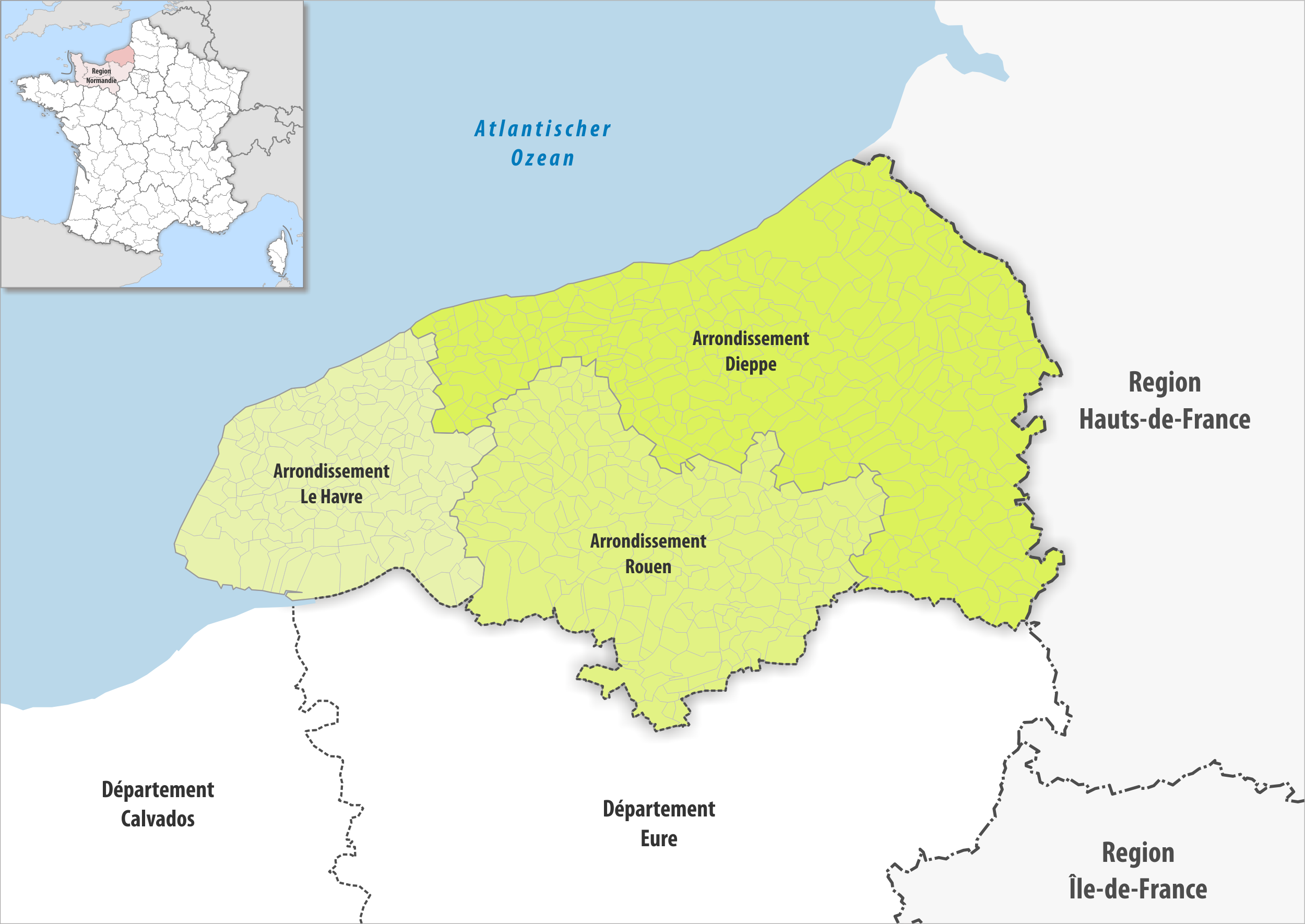
Les arrondissements de la Seine-Maritime en 2019.

Le département de la Seine-Maritime comprend trois arrondissements.

## Composition
| Nom                      | Code Insee | Superficie (km2) | Population (dernière pop. légale) | Densité (hab./km2) | Modifier             |
| ------------------------ | ---------- | ---------------- | --------------------------------- | ------------------ | -------------------- |
| Arrondissement de Dieppe | 761        | 3 120,10         | 232 105 (2022)                    | 74                 | modifier les données |
| Arrondissement de Rouen  | 763        | 1 936,20         | 643 302 (2022)                    | 332                | modifier les données |
| Arrondissement du Havre  | 762        | 1 221,20         | 384 798 (2022)                    | 315                | modifier les données |
| Seine-Maritime           | 76         | 6 278,00         | 1 260 205 (2022)                  | 201                | modifier les données |

## Histoire
- 1792 : création du département de la Seine-Inférieure avec sept districts : Cany, Caudebec, Dieppe, Gournay, Montivilliers, Neufchâtel, Rouen
- 1800 : création des arrondissements : Dieppe, Le Havre, Neufchâtel, Rouen, Yvetot
- 1926 : suppression des arrondissements de Neufchâtel et d'Yvetot
- 1955 : la Seine-Inférieure devient Seine-Maritime